# Autographa bipartita
Autographa bipartita är en fjärilsart som beskrevs av Ludwig Osthelder 1930. Autographa bipartita ingår i släktet Autographa och familjen nattflyn. Inga underarter finns listade i Catalogue of Life.